# Bejsagoła

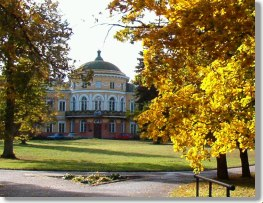
Pałac Komarów

Bejsagoła (lit. Baisogala) – miasteczko na Litwie, położone w okręgu szawelskim, w rejonie radziwiliskim, 31 km na północ od Kiejdan. Miasteczko liczy 2 548 mieszkańców (2001). Siedziba starostwa Bejsagoła.
Miejscowość była własnością prywatną Jana Michała Sołłohuba.
W 1801 roku Żydzi zamieszkujący miejscowość założyli bractwo pogrzebowe. W 1847 roku mieszkało tu 461 Żydów – 229 mężczyzn oraz 232 kobiety.  W 1897 r. liczebność Żydów w Bejsagole wynosiła 634 osoby – 53% ogółu ludności. W 1915 Rosjanie wysiedlili wszystkich Żydów w głąb imperium. Po zakończeniu wojny, część Żydów wróciła, jednak ich domy były zajęte przez Litwinów, synagoga była zaburzona. 6 rodzin wybudowało nowe domy w okolicach stacji kolejowej.
2 września 1941 roku Żydzi z Bejsagoły zostali przez Litwinów zgromadzeni, a następnie przepędzeni do Kroków. Tu wraz z miejscowymi Żydami zostali wymordowani.
Znajduje się tu kościół parafialny, szkoła, poczta, stacja kolejowa Bejsagoła i pałac w stylu romantycznym otoczony parkiem.
Herb miejski nadał Bejsagole Stanisław August Poniatowski w 1791 (potwierdzony przez Sejm litewski w 1992).